# اتکینز (ویسکانسین)
اتکینز (به انگلیسی: Atkins) یک منطقهٔ مسکونی در ایالات متحده آمریکا است که در هیلز واقع شده‌است. اتکینز ۵۰۸٫۱۱ متر بالاتر از سطح دریا واقع شده‌است.